# Ривас, Нельсон
Не́льсон Энри́ке Ри́вас Ло́пес (исп. Nelson Enrique Rivas López; 25 марта 1983, Прадера) — колумбийский футболист, защитник.

## Карьера

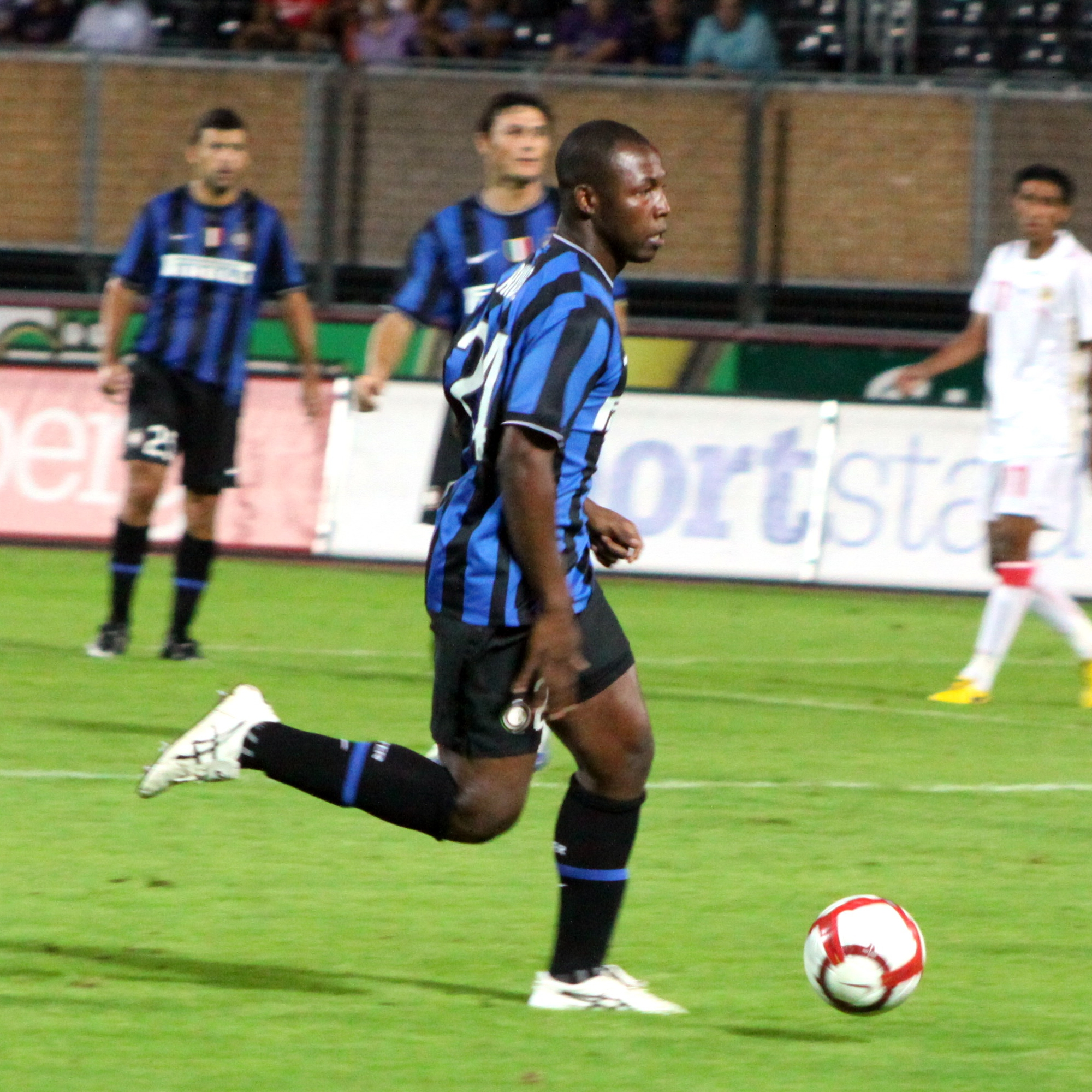
Ривас в составе «Интера»

Нельсон Ривас начал свою карьеру в клубе «Депортиво Пасто», дебютировав в матче с «Индепендьенте Санта-Фе», который завершился поражением «Депортиво» со счётом 2:3. Затем Ривас играл за «Депортиво Кали», потом за «Депортес Толима», с которым он выиграл свой первый титул — Кубок Мустанга (национальный чемпионат), а затем Ривас вернулся в «Кали» и уже там два года выступал игроком основного состава клуба, выиграв в 2005 году свой второй чемпионат Колумбии. В начале 2007 года Ривас перешёл в аргентинский клуб «Ривер Плейт», в котором игрока прозвали «Тайсоном» за жёсткую, а иногда и умышленно грубую игру.
18 июля 2007 года за 7,5 млн евро «Интер» купил Риваса, подписав контракт с игроком на 4 года. В команде Ривас дебютировал в матче лиги чемпионов с «Фенербахче», а 3 февраля и в чемпионате Италии в матче с «Эмполи», в дальнейшем игрок выходил на поле довольно редко, в основном заменяя дисквалифицированных или травмированных защитников. Зимой 2008 года «Манчестер Сити» предложил оформить трансфер защитника, но миланский клуб отказал.
23 сентября 2008 года Ривас получил тяжёлую травму — разрыв связок колена, которая вывела его из строя на 4 месяца. Возвратился на поле Ривас в матче с «Болоньей», а затем играл в Лиге чемпионов с клубом «Манчестер Юнайтед», часто совершая ошибки, что заставило заменить колумбийца сразу после перерыва. Всего в сезоне 2008/2009 Ривас провёл 8 игр.
26 августа 2009 года Ривас был отдан в аренду в «Ливорно».
Зимой 2011 года перешёл на правах аренды в днепропетровский «Днепр». На предсезонных сборах Ривас вместе с командой выиграл турнир Marbella Cup. В Премьер-лиге Украины дебютировал 6 марта 2011 года в домашнем матче против симферопольской «Таврии» (2:2). После окончания сезона 2010/11 вернулся в расположение миланского «Интера».
3 октября 2011 года игрок подписал контракт с канадским клубом MLS «Монреаль Импакт» сроком на 2 года.
В 2015 году перешёл в колумбийский «Депор» из Примеры B в качестве свободного агента.

## Статистика
Игровая
| Сезон     | Клуб                   | Лига           | Чемпионат | Чемпионат | Кубок | Кубок | Еврокубки | Еврокубки | Суперкубок | Суперкубок |
| Сезон     | Клуб                   | Лига           | Игры      | Голы      | Игры  | Голы  | Игры      | Голы      | Игры       | Голы       |
| --------- | ---------------------- | -------------- | --------- | --------- | ----- | ----- | --------- | --------- | ---------- | ---------- |
| 2002      | Депортиво Пасто        | Кубок Мустанга | 2         | 0         | —     | —     | —         | —         | —          | —          |
| 2003      | Депортиво Кали         | Кубок Мустанга | 3         | 0         | —     | —     | —         | —         | —          | —          |
| 2003      | Депортес Толима        | Кубок Мустанга | 16        | 0         | —     | —     | —         | —         | —          | —          |
| 2004      | Депортиво Кали         | Кубок Мустанга | 25        | 1         | —     | —     | —         | —         | —          | —          |
| 2005      | Депортиво Кали         | Кубок Мустанга | 36        | 0         | —     | —     | —         | —         | —          | —          |
| 2006      | Депортиво Кали         | Кубок Мустанга | 32        | 0         | —     | —     | —         | —         | —          | —          |
| 2007      | Ривер Плейт            | Апертура       | 8         | 0         | —     | —     | —         | —         | —          | —          |
| 2007-2008 | Интер (Милан)          | Серия А        | 11        | 0         | 5     | 0     | 3         | 0         | —          | —          |
| 2008-2009 | Интер (Милан)          | Серия А        | 5         | 0         | 1     | 0     | 1         | 0         | 1          | 0          |
| 2009-2010 | Ливорно                | Серия А        | 16        | 2         | —     | —     | —         | —         | —          | —          |
| 2010      | Интер (Милан)          | Серия А        | —         | —         | —     | —     | —         | —         | —          | —          |
| 2011      | Днепр (Днепропетровск) | Премьер-Лига   | 1         | 0         | —     | —     | —         | —         | —          | —          |
| 2012      | Монреаль Импакт        | MLS            | 11        | 0         | —     | —     | —         | —         | —          | —          |
| 2013      | Монреаль Импакт        | MLS            | 1         | 0         | —     | —     | —         | —         | —          | —          |
| 2014      | Монреаль Импакт        | MLS            | —         | —         | 1     | 0     | —         | —         | —          | —          |
| 2015      | Депор                  | Примера B      | 4         | 1         | 2     | 0     | —         | —         | —          | —          |

## Достижения
- Чемпион Колумбии: 2003, 2005
- Чемпион Италии: 2008, 2009
- Обладатель Суперкубка Италии: 2008
- Победитель Первенства Канады: 2013, 2014